# Kafu
Der Kafu ist ein linker Nebenfluss des Kyoga-Nil im Westen Ugandas.

## Verlauf
Der Fluss hat seinen Ursprung in einem Sumpfgebiet, das auch von dem Fluss Nkusi durchflossen wird, nordöstlich des Kasato Central Forest Reserves. Von dort fließt er in nordöstlicher Richtung. Er bildet auf seiner ganzen Länge die Grenze zwischen den beiden Regionen Central und West. Der Kafu mündet in den Kyoga-Nil, kurz nach dem dieser den Kyogasee verlassen hat.

## Entstehung

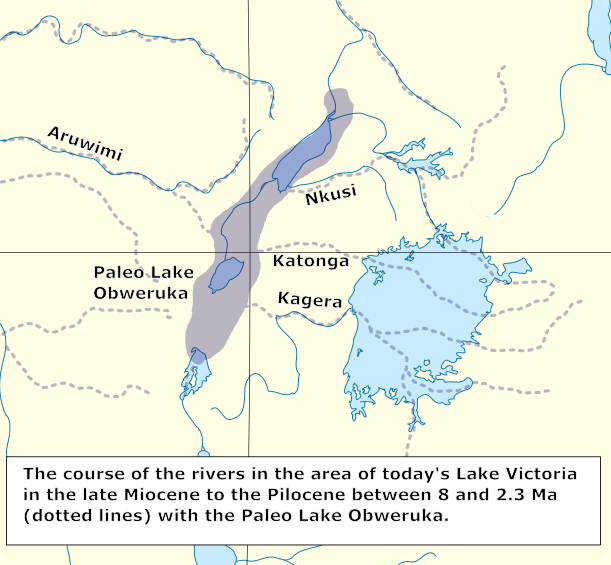
Der Verlauf der Flüsse im Gebiet des heutigen Viktoriasees im späten Miozän bis zum Pliozän zwischen 8 und 2.3 Ma

Es gibt Hinweise, dass das Gebiet des heutigen Viktoriasees ursprünglich nach Westen in den Kongo entwässerte. Gleiches gilt für Mount Elgon und das Gebiet des heutigen Kyogasees, das durch den Kafu Richtung Atlantik floss. Bei der Entstehung des westlichen Arms des Ostafrikanischen Grabenbruchs wurden die Ränder der Bruchkanten angehoben und es entstand das Becken des heutigen Viktoriasees. Durch die Hebung und zusätzlich das Absacken des Grabens selber wurde eine neue Wasserscheide gebildet. Nach weiteren Hebungen wurde der Abfluss nach Westen unterbrochen und das Wasser des Nils fing an nach Norden zu fließen. Dort traf es dann auf das Wasser des Kafu und floss mit ihm in den heutigen Albertsee. Schließlich wurde auch der Kafu soweit angehoben, dass sich der Fluss teilte und der Nil seinen heutigen Weg einschlug. Der Kafu selbst teilte sich in einen westlichen Arm, dem Nkusi, und einen östlichen Arm der seine Fließrichtung umgedreht hat.
Vergleichbares hat sich auch an den Koki-Seen abgespielt, die bei Hochwasser immer noch nach Westen in den Kagera abfließen. Ein weiteres Beispiel ist der Verlauf des Katonga, in dessen Bett sich eine neue Wasserscheide gebildet hat und der nun in beide Richtungen fließt. Auch der Kagera und der Ruizi haben bei diesem Prozess ihre Fließrichtung umgedreht.

## Hydrologie
Das Einzugsgebiet wird, je nach Quelle, mit Werten zwischen 13.000 und meist 16.000 km² angegeben und erstreckt sich bis Kampala.
Die durchschnittliche monatliche Durchströmung des Kafu wurde am Pegel Kampala-Gulu Road, kurz vor der Mündung, in m³/s gemessen.

## Wirtschaft
Im Kafu wurde Gold gefunden.